# Hrvatski rukometni kup
Hrvatski rukometni kup je kup-natjecanje koje organizira Hrvatski rukometni savez (HRS). Najuspješniji klub u povijesti ovog natjecanja je Zagreb, koji je osvojio sve naslove osim dva koja su pripala Metkoviću.
Godine 2001. igrala se jedina završnica u kojoj nije sudjelovao Zagreb, najuspješnija momčad u povijesti Kupa, a odigrala se između Metkovića i riječkog Zameta u Zagrebu. Devet godina kasnije, na završnici u Makarskoj, prvi i jedini puta u povijesti se neki drugoligaš plasirao u završnicu Kupa.

## Završnice kupa
| Godina | Mjesto                                                      | Pobjednik                                                   | rez.                                                        | Finalist                                                    |
| ------ | ----------------------------------------------------------- | ----------------------------------------------------------- | ----------------------------------------------------------- | ----------------------------------------------------------- |
| 1992.  | Zagreb                                                      | Zagreb - Loto                                               | 28:22                                                       | Coning Medveščak Zagreb                                     |
| 1993.  | Zagreb                                                      | Zagreb Badel 1862                                           | 27:21                                                       | Medveščak Zagreb                                            |
| 1994.  | Dubrovnik                                                   | Zagreb Badel 1862                                           | 35:21                                                       | Medveščak Zagreb                                            |
| 1995.  | Karlovac                                                    | Zagreb Badel 1862                                           | 29:23                                                       | Karlovac                                                    |
| 1996.  | Kutina                                                      | Zagreb Croatia banka                                        | 23:21                                                       | Moslavina Kutina                                            |
| 1997.  | Labin                                                       | Zagreb Badel 1862                                           | 33:24                                                       | Karlovac                                                    |
| 1998.  | Metković                                                    | Zagreb Badel 1862                                           | 37:25                                                       | Đakovo                                                      |
| 1999.  | Split                                                       | Zagreb Badel 1862                                           | 23:22                                                       | Medveščak Zagreb                                            |
| 2000.  | Zagreb                                                      | Zagreb Badel 1862                                           | 33:28                                                       | Zamet Rijeka                                                |
| 2001.  | Zagreb                                                      | Metković Jambo                                              | 28:22                                                       | Zamet Rijeka                                                |
| 2002.  | Metković                                                    | Metković                                                    | 25:21                                                       | Zagreb                                                      |
| 2003.  | Umag                                                        | Zagreb                                                      | 37:25                                                       | Umag                                                        |
| 2004.  | Metković                                                    | Zagreb                                                      | 34:25                                                       | Metković                                                    |
| 2005.  | Osijek                                                      | Zagreb                                                      | 37:35                                                       | Osijek EM                                                   |
| 2006.  | Osijek                                                      | Zagreb                                                      | 32:26                                                       | Medveščak Zagreb                                            |
| 2007.  | Karlovac                                                    | Zagreb                                                      | 36:22                                                       | Karlovac                                                    |
| 2008.  | Zagreb                                                      | Zagreb                                                      | 39:26                                                       | Perutnina PIPO IPC Čakovec                                  |
| 2009.  | Dubrovnik                                                   | Zagreb                                                      | 37:20                                                       | Medveščak Zagreb                                            |
| 2010.  | Makarska                                                    | Zagreb                                                      | 40:26                                                       | Kaštela Adriachem (Kaštel Gomilica) ↓bilj                   |
| 2011.  | Split                                                       | Zagreb                                                      | 37:19                                                       | Poreč                                                       |
| 2012.  | Poreč                                                       | Zagreb                                                      | 36:23                                                       | Zamet Rijeka                                                |
| 2013.  | Novigrad                                                    | Zagreb                                                      | 27:23                                                       | Poreč                                                       |
| 2014.  | Umag                                                        | Croatia osiguranje Zagreb                                   | 39:31                                                       | Dubrava Zagreb                                              |
| 2015.  | Umag                                                        | PPD Zagreb                                                  | 33:27                                                       | NEXE Našice                                                 |
| 2016.  | Umag                                                        | PPD Zagreb                                                  | 30:25                                                       | Varaždin 1930                                               |
| 2017.  | Umag                                                        | PPD Zagreb                                                  | 28:27 (24:24, 4:3 7m)                                       | NEXE Našice                                                 |
| 2018.  | Umag                                                        | PPD Zagreb                                                  | 28:17                                                       | Nexe Našice                                                 |
| 2019.  | Poreč                                                       | PPD Zagreb                                                  | 35:28                                                       | Dubrava Zagreb                                              |
| 2020.  | nije dovršeno zbog pandemije COVID-19 u svijetu i Hrvatskoj | nije dovršeno zbog pandemije COVID-19 u svijetu i Hrvatskoj | nije dovršeno zbog pandemije COVID-19 u svijetu i Hrvatskoj | nije dovršeno zbog pandemije COVID-19 u svijetu i Hrvatskoj |
| 2021.  | Poreč                                                       | PPD Zagreb                                                  | 26:21                                                       | Nexe Našice                                                 |
| 2022.  | Poreč                                                       | PPD Zagreb                                                  | 30:27                                                       | Nexe Našice                                                 |

## Klubovi po uspješnosti
| Klub                            | Pobjednik | Finalist                                 | Ukupno finala |
| Zagreb                          | 1992., 1993., 1994., 1995., 1996., 1997., 1998., 1999., 2000., 2003., 2004., 2005., 2006., 2007., 2008., 2009., 2010., 2011., 2012., 2013., 2014., 2015., 2016., 2017., 2018., 2019., 2021., 2022. | 2002.                                    | 29            |
| Metković                        | 2001., 2002. | 2004.                                    | 3             |
| Medveščak Zagreb                | | 1992., 1993., 1994., 1999., 2006., 2009. | 6             |
| NEXE Našice                     | | 2015., 2017., 2018., 2021., 2022.        | 5             |
| Karlovac                        | | 1995., 1997., 2007.                      | 3             |
| Zamet Rijeka                    | | 2000., 2001., 2012.                      | 3             |
| Poreč                           | | 2011., 2013.                             | 2             |
| Dubrava Zagreb                  | | 2014., 2019.                             | 2             |
| Moslavina Kutina                | | 1996.                                    | 1             |
| Đakovo                          | | 1998.                                    | 1             |
| Umag                            | | 2003.                                    | 1             |
| Osijek                          | | 2005.                                    | 1             |
| Međimurje Čakovec               | | 2008.                                    | 1             |
| Kaštela (Kaštel Gomilica) ↓bilj | | 2010.                                    | 1             |
| Varaždin 1930                   | | 2016.                                    | 1             |

↑bilj  Godine 2010. bio je jedini slučaj, kada je drugoligaš zabilježio nastup u završnici Kupa.

## Vanjske poveznice
- hrs.hr, Hrvatski rukometni savez
- hrs.hr, Natjecanje / Hrvatski kup - Muški
- hrs.hr, Kup Hrvatske